# 阿斯维莱尔
阿斯维莱尔（法語：Asswiller，法語發音：[asvilɛʁ] ⓘ）是法国下莱茵省的一个市镇，位于该省西北部，属于萨韦尔讷区。

## 地理
阿斯维莱尔（48°52'52"N, 7°13'12"E）面积6.02 平方千米，位于法国大東部大區下莱茵省，该省份为法国大陆部分最东部的省份，是阿尔萨斯的一部分，今与上莱茵省组成了阿尔萨斯欧洲集体，其南至上莱茵省，西南接孚日省和默尔特-摩泽尔省，西接摩泽尔省，北与德国接壤。
与阿斯维莱尔接壤的市镇（或旧市镇、城区）包括：迪尔斯泰勒、奥特维莱尔、德吕林根、佩泰尔斯巴克、斯特吕、蒂耶方巴克。
阿斯维莱尔的时区为UTC+01:00、UTC+02:00（夏令时）。

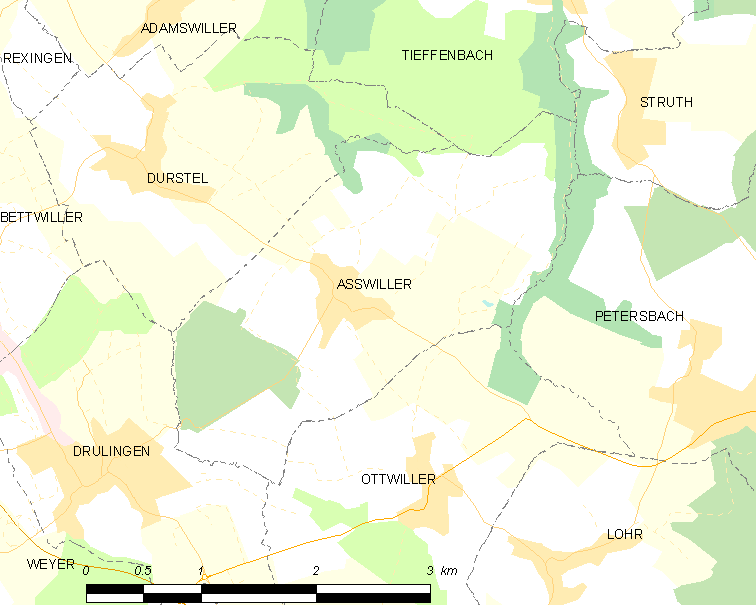
阿斯维莱尔的OSM定位图

## 行政
阿斯维莱尔的邮政编码为67320，INSEE市镇编码为67013。

## 政治
阿斯维莱尔所属的省级选区为英维莱尔县。

## 人口

1962-2008年间阿斯维莱尔人口变化图示

阿斯维莱尔于2022年1月1日时的人口数量为269人。